# Der müde Tod
Der müde Tod (no Brasil: A morte cansada) é um filme mudo de 1921 dirigido por Fritz Lang na Alemanha. Rico em efeitos especiais, conta três histórias dentro de seu enredo. É considerada uma obra-chave para o primeiro período do expressionismo alemão.

## Enredo
Em seu enredo expressionista, no qual a vidas humanas são representadas por uma vela, a Morte dá a uma mulher três chances de salvar seu amado e provar que o amor realmente triunfa sobre a morte. As três histórias dentro do filme ocorrem cada uma num período e local específico, mas não passam de frutos da fantasia: um conto de aventura ambientado na Pérsia e tirado de As Mil e uma Noites, um romance renascentista ambientado em Veneza e uma comédia ambientada na China.

## Lançamento
Na Alemanha, o filme foi inicialmente mal recebido, com os críticos reclamando que sua estética não era "alemã" o suficiente. No entanto o filme fez sucesso em outros países. Douglas Fairbanks comprou os direitos para exibir o filme nos Estados Unidos; ele atrasou seu lançamento no país para copiar os efeitos especiais da sequência ambientada na Pérsia para seu filme O Ladrão de Bagdá (The Thief of Baghdad), de 1924.

## Legado
O estilo narrativo do filme influenciou diversos diretores, incluindo Alfred Hitchcock e Luis Buñuel..